# DABCO
DABCO, 1,4-diazabicyklo[2.2.2]oktan – bicykliczny organiczny związek chemiczny z grupy amin. Wykorzystywany w syntezie chemicznej jako zasada oraz katalizator nukleofilowy, szczególnie w syntezie poliuretanów oraz jako ligand w reakcji kompleksowania. DABCO jest skutecznym katalizatorem w reakcji Baylisa-Hillmana.

## Zastosowanie
DABCO wykorzystuje się do zwiększenia pH wrażliwych na utlenianie żywic w celu regulacji szybkości reakcji w płytach DVD Flexplay. Przeciwutleniacze takie jak DABCO znalazły zastosowanie jako substancje zwiększające trwałość farb. Dzięki tym właściwościom DABCO używa się także do produkcji laserów barwnikowych oraz do mikroskopów fluorescencyjnych.
DABCO może być też wykorzystane do demetylacji czwartorzędowych soli amoniowych. Reakcję prowadzi się w podwyższonej temperaturze stosując DMF jako rozpuszczalnik.